# 肌肉注射
肌肉注射（intramuscular injection，IM），又称肌內注射，简称肌注，是将物质直接注射至肌肉之中的注射方式，为医学上的给药途径之一。肌组织中的血管往往比皮下组织更多、更大，使其吸收速率高于皮下注射、皮内注射。:751相较于口服给药，肌肉注射不会产生首过效应。
常用的肌肉注射部位为上臂的三角肌和臀部的臀大肌。婴儿则常用大腿的股外侧肌。注射部位应当先进行消毒。注射时，针头应快速刺入肌肉以减少不适感。依据注射位置的不同，一次给药的量会限制在2－5毫升液体之间。注射时不应选择有感染或肌肉萎缩迹象的部位。肌病患者或凝血障碍患者不应进行肌肉注射。
肌肉注射通常会导致注射部位周围疼痛、发红、肿胀或发炎。这些副作用往往很轻微，最多持续几天。极少数情况下，注射部位周围的神经或血管会受到损伤，导致剧烈疼痛或瘫痪。若注射时操作不当，肌肉注射可能导致局部感染，如脓肿和坏疽。注射前回抽可避免针头误入静脉，但一些组织已不再建议在大多数注射部位执行此操作。

## 用途
肌肉注射通常用于药物治疗。注射至肌肉的药物通常会被快速吸收入血，且避免了口服给药的首过效应。由于药物被肌肉组织吸收需要时间，这种注射方式不能达到100%的生物利用度。:102－103由于肌肉注射的可注射部位相较静脉注射大得多且侵入性较小，肌肉注射所需的时间通常较少。肌肉注射也可以作为一种长效给药方式，可以在较长时间内缓慢、持续地释放药物。氯胺酮等物质可以通过肌肉注射作为毒品使用。肌肉注射的缺点包括技术要求较高、注射引起的疼痛、焦虑或恐惧（特别是儿童）情绪以及较难用于自我注射，这限制了它在门诊医疗中的应用。
疫苗（特别是灭活疫苗）通常通过肌肉注射方式进行接种。据统计，每肌肉注射一次疫苗，就有20次肌肉注射用于给药或其他治疗，包括抗生素、免疫球蛋白、激素（如睾酮和甲羟孕酮）等药物。对于严重过敏反应的病例，患者可使用肾上腺素自动注射器自行注射肾上腺素。

## 禁忌症
由于肌肉注射可以用于多种类型的药物，禁忌症通常取决于所给药物。药物注射比其他给药途径（如口服或外用药）更具侵入性，需要经过适当的训练才能操作，否则无论使用何种药物都可能出现并发症。因此，除非在吸收速度、起效时间或其他药代动力学参数方面有特定需求，最好采用侵入性较小的给药方式（通常为口服）。
对于血小板减少症或凝血障碍患者，应当避免肌肉注射，以防止注射过程损害血管。对于低血容量休克、肌病或肌肉萎缩症患者，肌肉注射可能会影响药物吸收。肌肉注射造成的肌肉损伤可能会影响疑似心肌梗死患者某些心脏检查的准确性，在这种情况下应当优先使用其他给药方法。对于心肌梗死患者，血液循环流量下降可能导致肌肉注射药液吸收速度下降。如果注射部位有感染，肿胀或炎症，应当避免注射。不应直接对有胎记、痣或瘢痕组织的部位注射。:368－369

## 风险与并发症
由于注射操作必须穿刺皮肤，注射过程可能受到环境中或皮肤上的细菌或其他物质的污染。注射场所满足无菌操作要求、对注射部位进行消毒，可以最大程度地降低这种风险。:369肌肉注射也可能在注射部位引起脓肿或坏疽，发生时的情况取决于药物类别和注射剂量。注射过程中针头也有伤及神经或血管的风险。如果未使用一次性使用或消毒的器械，可能造成使用者之间传染性疾病的传播，或者因针刺伤害传染给医务人员。:372

### 特定部位的并发症
向上臂的三角肌部位注射可能导致桡神经和腋神经的意外损伤。极少数情况下，注射时操作不当可能导致肩部功能障碍。三角肌注射最常见的并发症包括注射部位局部疼痛、发红和发炎。这些症状往往较为轻微，最多持续数日。
臀部肌肉注射易引起皮肤和组织损伤、感染、肌肉纤维化或挛缩、血肿、神经麻痹、瘫痪。此外，臀肌注射还有损伤坐骨神经的风险，可能引起射痛或灼热感。坐骨神经损伤也会影响人的运动能力，如患侧足部和其他由该神经控制部位的运动。可以通过在臀大肌肌腹部注射、选择合适的针头规格来避免坐骨神经损伤。

## 操作

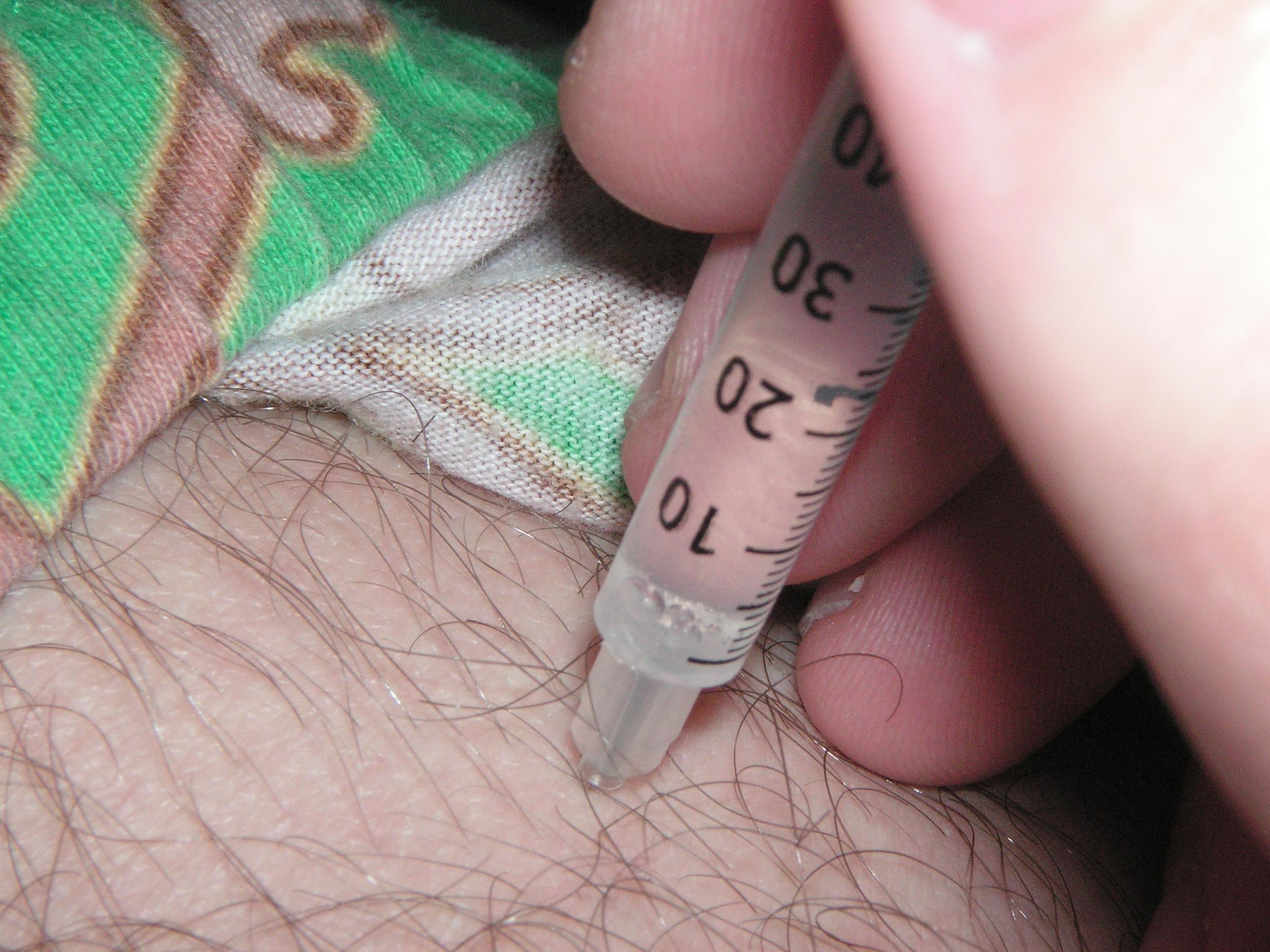
肌肉注射时注射器应以接近90°角垂直刺入皮肤

肌肉注射常用部位包括臀大肌、臀中、小肌、股直肌、股外侧肌和上臂三角肌。应当避开破损、疼痛、红肿或发炎部位。注射部位的选择也受药物类别和用量影响。
首先用消毒剂清洁注射部位，待干燥后开始注射。注射器应当垂直于皮肤，成72－90°角。操作者一只手稳定注射器，另一只手压下活塞缓慢注射药物。注射速度过快会导致不适。如有出血，可用纱布轻轻按压。注射后按压或轻柔地按摩肌肉可以降低发生疼痛的风险。
复旦大学循证护理中心、美国疾病控制与预防中心、加拿大公共卫生局和挪威公共卫生研究所都不建议通过下压活塞前回抽判断针头是否误入血管。注射部位无大血管，回抽操作会导致更剧烈的疼痛。当注射部位非臀部时，没有证据表明回抽对提高肌肉注射的安全性有帮助。
丹麦卫生局和斯塔滕斯血清研究所建议肌肉注射时进行回抽操作，以预防注射2019冠状病毒病疫苗时药液进入静脉造成严重副作用。目前，法国卫生部并不推荐这一做法，但一些法国科学家认为回抽操作应当进行。台湾卫生福利部疾病管制署则支持反抽可减少注射疼痛，但按照护理技术规范也可先进行反抽。

### 部位
上臂外侧的三角肌用于小剂量注射，药量通常小于或等于2毫升。大多数肌肉注射疫苗都在此部位注射。不推荐在三角肌进行多次注射，因为三角肌面积很小，很难使多次注射部位分隔开。注射区域呈倒三角形，三角形的底边位于肩峰突起，中点位于腋窝。三角肌注射通常使用1英寸长的针头，对于年轻人或体弱的老年人可用5⁄8英寸长的针头。
前腹侧股臀肌用于注射剂量大于1毫升的液体，也用于已知有刺激性、粘性或油性的药物。也可用于注射麻醉药物、抗生素、镇静剂和止吐剂。股臀肌注射部位位于髂前上棘和髂嵴形成的三角形中，可用一只手来定位。此处注射时肌肉疼痛轻于其他部位。
股外侧肌注射用于7个月以下的婴儿、不能行走或肌张力丧失的患者。此区域的定位方法是将大腿前侧在垂直和水平方向上各分为三个区域，形成九宫格，在外侧中格注射。肾上腺素自动注射器一般用于此处。
臀大肌与重要的血管和神经毗邻，且此处的脂肪组织深度不一致，注射时针头很难深入皮下并正确地进入肌肉。目前循证医学并不推荐在此区域注射，但许多医疗服务提供者缺乏其他注射部位的知识，依然在此区域操作。臀大肌的定位方法是用十字将臀部分成四个部分，在上外区域注射。在此区域针头意外进入静脉的可能性更高，注射前应当考虑进行回抽。但美国CDC认为在任何区域的回抽操作都是过时行为。

### 特殊人群
对于某些人群，应当改变注射部位、针头长度或操作方法。例如，对于婴幼儿或体弱的老年人，应当选用较短的针头，以免注射过深。对于一岁以下的婴儿，应当考虑使用大腿前外侧作为注射部位。
为了使婴幼儿配合注射操作，美国免疫实践咨询委员会建议注射时分散婴幼儿的注意力，例如给婴幼儿一些甜品、来回摇晃安抚婴儿。5⁄8英寸长的针头可以用于体重在60公斤以下的人群。对于超重人群，可以使用1.5英寸长的针头来确保药液进入皮下组织。针头长度适当时，不可在注射时捏起皮肤。

## 历史
最早的肌肉注射可能发生于500年。自19世纪晚期，这一操作过程被更详细地记录，医生的操作技术开始进步。此时，肌肉注射操作几乎完全由内科医生执行。在20世纪中叶抗生素投入医用之后，受医生委派，护士开始操作肌肉注射。到1961年，护士们“基本上接管了这一操作”。在肌肉注射普及之前，因为缺少对护士进行的统一培训，不当注射引起的并发症较为常见。
1923年肌肉注射开始用于接种白喉疫苗，1926年开始用于百日咳疫苗，1927年始用于破伤风疫苗。到20世纪70年代，在研究人员指导下，注射部位和操作方法开始形成规范，用以减少注射并发症和疼痛等副作用。同时，在20世纪70年代初，肉毒杆菌毒素开始被用于肌肉注射以治疗疾病，其后又用于美容手术。2000年以前，针头进入皮肤后的反抽操作曾被推荐作为一种防止针头进入静脉的安全措施。